# 2114 Wallenquist
2114 Wallenquist è un asteroide della fascia principale del diametro medio di circa 27,67 km. Scoperto nel 1976, presenta un'orbita caratterizzata da un semiasse maggiore pari a 3,1939314 UA e da un'eccentricità di 0,1477591, inclinata di 0,55919° rispetto all'eclittica.
L'asteroide è dedicato all'astronomo svedese Åke Anders Edvard Wallenquist.